# Малко Асеново
Малко Асеново е село в Южна България. То се намира в община Димитровград, област Хасково. До 1885 година името на селото е Кючук Хасан тепе.

## Редовни събития
Всяка година на 20 юли (Илинден) се провежда традиционния събор на селото.